# Weer
Weer är en ort och kommun i distriktet Schwaz i förbundslandet Tyrolen i Österrike.